# Plagiobothrys uliginosus
Plagiobothrys uliginosus är en strävbladig växtart som först beskrevs av Rodolfo Amando Philippi, och fick sitt nu gällande namn av Ivan Murray Johnston. Plagiobothrys uliginosus ingår i släktet tiggarstavar, och familjen strävbladiga växter. Inga underarter finns listade i Catalogue of Life.